# Бланстоун, Фрэнк
Фрэнк Бла́нстоун (англ. Frank Blunstone; род. 17 октября 1934, Кру, Восточный Чешир, Англия) — английский футболист и футбольный тренер. Наибольшую известность Бланстоун получил, выступая за английский клуб «Челси» и сборную Англии на позиции нападающего. По результатам голосования на официальном сайте «Челси», он вошёл в список Легенд клуба.

## Клубная карьера

### Ранние годы
Молодого Бланстоуна пытался заполучить действующий чемпион Англии «Вулверхэмптон Уондерерс», но он отказал ему в пользу клуба своего родного города и подписал в 1952 году профессиональный контракт с «Кру Александра». После серии впечатляющих выступлений в Третьем северном дивизионе, он был подписан главным тренером «Челси» Тедом Дрейком за 7,500 фунтов стерлингов.

### «Челси»
В начале карьера Фрэнка в «Челси» была прервана необходимостью отправляться на военную службу, и именно его приход из армии в конце осени 1954 года совпал с началом долгого периода без поражений в «Челси», накануне чемпионства. Его дебют в «Челси» произошёл в феврале 1953 года в победном матче 3:2 против «Тоттенхэм Хотспур» на «Уайт Харт Лейн», в котором он забил третий решающий гол. Его ранние годы в клубе ознаменовались большими успехами для команды, в сезоне 1954/55 «Челси» впервые стал чемпионом Англии и выиграл Суперкубок. По карьере Фрэнка в «Челси» ударил перелом ноги, однако он оставался ключевым игроком для клуба и отдавал множество голевых передач Джимми Гривзу и молодому Бобби Тэмблингу. Он также помог «Челси» вернуться в Первый дивизион в сезоне 1962/63, прежде чем его карьере был положен конец вторым переломом ноги, и он завершил играть в 30 лет.

## Международная карьера
Бланстоун в период между 1954 и 1956 годами сыграл 5 игр за Сборную Англии. В дебютном матче он отдал две голевые передачи товарищу по клубу Рою Бентли в матче против Сборной Уэльса, завершившемся победой 3:2. Он также играл в матче, окончившимся знаменитой победой со счётом 7:2 над Сборной Шотландии на «Уэмбли».

## Тренерская карьера
Он ушёл из футбола в 1964 году в возрасте всего лишь 30, сыграв в 347 матчах за «Челси» и забив 54 гола, в «Челси» он сразу же был зачислен в тренерский штаб. Позднее, в 1969 году, он был назначен главным тренером «Брентфорда». Он привел клуб к пятому раунду Кубка Англии в 1971 году, а через год он вывел его в Третий дивизион. После разногласий с председателем, он присоединился к «Манчестер Юнайтед» в качестве помощника своего бывшего тренера в «Челси», Томми Дохерти. Позже, короткое время, он тренировал греческий «Арис Салоники» и был помощником тренера в «Дерби Каунти».
С 2005 года он живёт в Уэстон-он-Тренте, недалеко от Кру.

## Достижения
Челси
- Чемпион Первого дивизиона: 1954/55
- Обладатель Суперкубка Англии: 1955
- Итого: 2 трофея